# جالاندهارا باندا
،
 جالاندهارا باندا  (به انگلیسی: Jalandhara bandha)
واژه سانسکریت «جال» (Jal) به معنی گلو و واژه «جالام» (Jalam) به معنی «آب» و «دهارا» به معنی «حمایت کردن» یا «وسیله لوله مانند در بدن» است. جالاندهارا باندا، قفل گلو است که از نزول سیال «بیندو» به پایین‌تر از ویشودهی جلوگیری می‌کند. از آنجایی که برای اجرای آن چانه به قفسه سینه نزدیک می‌شود در زبان فارسی به قفل چانه هم مشهور شده‌است. که در طول مراحل مشخصی از کومباکا (حبس تنفس) تمرین می‌شود.

## قفل گلو
قفل گلو که در آن چانه در جلو بالای جناغ سینه قرار می‌گیرد و از جریان تنفس در گلو جلوگیری می‌نماید.

## نکتار
قفل گلو جریان شهد را در گلو نگه می‌دارد. این حالت تمام بیماری‌های گلو را از بین می‌برد.